# ランス・クエスト
『ランス・クエスト』（らんす・くえすと）は、2011年8月26日に発売されたアダルトゲームであり、ランスシリーズ本編の8作目にあたる。
2012年2月24日には、キャラクターや機能などの追加およびゲームバランスが調整されたアペンドディスク『ランス・クエスト マグナム』が発売された。
また、2018年9月28日には『ランス・クエスト』と『ランス・クエスト マグナム』がセットになった廉価版「ランス・クエスト マグナム 統合版」が発売。ダウンロード販売のみで配信が開始された。
なお、本項では『ランス・クエスト マグナム』（以下：『マグナム』）についても解説するものとし、本体の『ランス・クエスト』については『クエスト』と表記する。

## システム
『クエスト』は、3Dグラフィックで構築されたフィールド（ただし構造はおおよそ2Dの鳥瞰）探索+コマンドタイプのRPGとなっている。
数々のクエストをこなしながら、時としてレアアイテムを集めたり、女の子と性行為をしたりもしつつ、ストーリーを進行させて行く。キャラクターはファイター、ソーサラーなど7種類の職業に分類され、パーティーへの参加人数は5名までであり、回数制限があるものの、クエスト中にも控えメンバーとの入れ替えが可能。各キャラクターの持っているスキルにも各々使用回数が設定されている。
レベルアップがこれまでのキャンプ画面でのLV神召喚時ではなく、戦闘後にその場でレベルアップが行われるようになった。ただし、レベル神システムが廃止されたわけでは無く、レベルアップ時にレベル神が登場する演出が発生する。
ランスにかけられた呪い・禁欲モルルンはレベル34以下の女性相手に勃起を維持できないもので、それによって性行為が制限されるが、レベル35以上の女性とは性行為が可能である。その際、呪いの効果で女性はレベル1となる代わりに限界レベルが3向上、さらにモルルン回数×2のボーナススキルポイントを得、特殊アイテム欄に装備していたアイテムを吸収しその効果を得る、といった一種のパワーアップが可能である。カスタムユニットの作成も可能だが、男性キャラクターや人外キャラクターにはレベルの限界突破はない。

### システム（マグナム）
『マグナム』では本編終了後のやりこみプレイを前提とした調整が施されており、戦闘中のメンバー交代、新規スキル追加や初期スキル「待機」、控えにも経験値が入る仕様が追加されたほか、男性キャラクターのレベルの限界突破ができるようになった。また、ゲーム中のクエスト内で所持金を消費することで、プレイヤが新規登録したキャラに能力やスキルを付与することが可能になった結果、ゲーム攻略の助けになるようなキャラを作ることが可能となった。

## あらすじ

### クエスト
前作『戦国ランス』において、ランスは「JAPAN」統一を果たすが、彼をかばう形でシィルが呪いで氷漬けにされる。解決策を探していたランスは、モンスターに襲われていた女学生・サチコを助ける。ランスはサチコを連れて自由都市群にある「コパ帝国」を訪れた後、シィルの呪いを解くためにカラーたちの住む隠れ里・ペンシルカウを訪れる。だが、彼はカラーの女王であるパステル・カラーを犯したがために、本人から「レベル34以下の女の子と性行為ができなくなる」呪い、禁欲モルルンをかけられてしまう。
ランスが自分とシィルの呪いを解くべく奔走する一方、パステルはランスの子であるリセット・カラーを出産する。パステルはリセットにランスを殺させようとするが失敗し、今度は自分でランスに引導を渡そうと、ペンシルカウを守る結界として機能していた歴代カラーの女王の神具を持ち出すが、クルックー・モフスという少女によって奪われる。
その結果、ペンシルカウの結界は解除されてしまい、ヘルマン帝国第3軍から襲撃を受ける。ランスの救援に加え、パステルが発動させた拡散モルルンBという術により、第3軍は唯一の女性である中隊長アミトス・アミテージを除いて全滅する。これにより、ランスが里中のカラーたちから人気を集めたため、いたたまれなくなったパステルは自害を試みる。だが、パステルは歴代カラーの女王たちの英霊に助けられ、わが子を人質に取ったうえでランスをバベルの塔へ行かせる。
パステルはバベルの塔にて、歴代カラーの女王たちが憑依したパステルとの対決を制し、一つだけ願いをかなえてもらえることになった。ランスはシィルに掛けられた呪いを解いてもらおうとするが、パステルはこれができなかった。約束を破ったお詫びとして、ランスに掛けられた呪いを解くも、ランスは自暴自棄に陥る。その後、リアは「ヘルマンに魔王の力を消滅させる宝具」があるとうそを言ってしまう。のちに、これは本人に露見するも、リアは他国と協力してシィルを助けるつもりであることやヘルマンが混乱に陥っていることは事実であるため、ランスたちはこのままヘルマンへ向かう。

### マグナム
『マグナム』のキャンペーンシナリオでは、『クエスト』で結末が描かれなかった、汚染人間を作り出す謎の組織「導く者」や「ムーラテストの行く末」を中心としたストーリーが展開するほか、『クエスト』とは異なる結末が用意されている。また、『マグナム』は、『鬼畜王ランス』以外で創造神ルドラサウムの存在と本性が語られた初の作品でもある。
ペンシルカウがヘルマンの襲撃を受けた後のこと。世界では「導く者」なる組織が、魂を汚染させて不死身となる「汚染人間」を増やすべく、装着すると負の感情に呑まれる「魂の枷」というアイテムをばらまいていた。
ランスは腕輪の回収などを通じて、クルックーを手伝ってきた。ある日彼女がAL教の法王候補であることを知ったランスは、今まで法王選出の点数稼ぎに利用してきたお仕置きとして、AL教の教団本部へ赴く。クルックーはほかの法王候補者から暴行を受けており、ランスに助けられる。これにより、彼女は女神ALICEによって法王ムーララルーとなり、就任パーティーが開かれる。だが、リセットとパーティーに来ていたパステルが導く者によって誘拐される。ペンシルカウでは一か月間の捜索でパステルが見つからなければリセットに王位を継ぐという方針でまとまり、ランスたちはリセットを伴いパステル捜索に乗り出す。
そのころ、冒険者バード・リスフィはマチルダ・マテウリという相棒を得ていたものの、ランスの撃破にこだわる彼女をたしなめようとして、縁を切られる。その後、マチルダは魔剣カオスをランスの家から盗み出すも邪悪に呑まれ、導く者によって悪魔フェリスを殺すよう仕向けられていたところをランスに助けられる。
さらにそのころ、パステルも導く者によって監禁され、汚染人間の負の感情を拡散させる道具として利用されていた。また、魔人カイトも偽情報により人間への憎しみを抱き、完全汚染魔人となる。ランスはカイトを撃破し、汚染されていた魔血魂は教団本部の地下に封じられた。
そして、ランス一行は導く者の本部で代表者であるアム・イスエルとパステルを見つける。アムの要望により、クルックーはアムと一対一で対話する。アムの正体は先々代の法王であり、この世界は創造神ルドラサウムが楽しむためのものであり、教団や神・天使はルドラサウムの作ったシステムであることを知らされる。汚染人間を増やしていたのも、魂の汚染によって輪廻のシステムから排除して、数多の魂でできたルドラサウムの質量を減らすという目的があってのことだった。クルックーから誘いを断られたアムは、パステルを連れてその場を去る。
アムはランス城の近くにあるバベルの塔に向かい、大量の汚染魂とパステルの拡散モルルンを合わせようとするが、ランス一行によって阻止される。ランス一行に倒されてもなお神への復讐心を捨てないアムに対し、クルックーは神が相手であろうと自分がこの世界を守ると宣言する。
その後、パステルは和解としてランスのモルルンを解き、教団内に保管されていたアイテムと合わせてシィルの呪いも解く。
これで一件落着かと思いきや、呪いが再び発動してシィルは再び氷漬けにされる。希望を捨てないランスは解決策を求め、ヘルマンへと向かう。

## 開発
『クエスト』の開発にあたり、TADAは『ソーサリアン』を意識したと電ファミニコゲーマーとのインタビューの中で述べている。
当初は、ヘルマン、リーザス、ゼス、JAPANの四か国を題材とした後に、これらの作品の登場人物の中から好きな者を選べるRPGを出す予定であり、ヘルマン帝国を舞台とした『RanceIX』が『クエスト』の前に来る予定だったが、最終的には順序を入れ替えられた。
メインシナリオのライターには『Rance02 -反逆の少女たち-』や『大帝国』に参加したヨイドレ・ドラゴンが起用された。
発売後に寄せられたユーザーからの意見を通じて、TADAは彼らが求める方向性を理解し、アペンドディスクの開発を決定した。

## 反響

### 売り上げ
『クエスト』は通販サイト「Getchu.com」の2011年の年間ランキングにて8位を記録した。
また、『マグナム』は「Getchu.com」の販売月である2012年2月の月間ランキングで5位を記録したほか、販売サイト「プロップ通販」の2012年の年間ランキングにて10位にランクインした。

### 評価
多根清史、箭本進一、阿部広樹の共著によるアダルトゲームの批評本『超エロゲー ハードコア』内のレビューでは、『ソーサリアン』や『ダークロード』に近いシステムだとされている。

## コミカライズ版
『クエスト』のコミカライズ版が『電撃姫』2012年03月号から休刊となる2015年2月号まで連載され、その後『電撃姫.com』終了まで連載された。作画は白根戴斗。既刊3巻。
ランス・クエスト（1） (2012年09月15日、アスキー・メディアワークス／電撃ジャパンコミックス） ISBN 978-4-04-886972-0
ランス・クエスト（2） (2013年10月15日、KADOKAWA／電撃ジャパンコミックス） ISBN 978-4-04-891916-6
ランス・クエスト（3） (2014年11月15日、KADOKAWA／電撃ジャパンコミックス） ISBN 978-4-04-869019-5